# Pomabamba
Pomabamba est une ville du Pérou, c'est le chef-lieu de la province de Pomabamba dans le département d'Ancash.
Elle est située à 2 950 m d'altitude.